# Чудовий ліс
«Чудовий ліс» (хорв. Čudesna šuma) — повнометражний анімаційний фільм 1986 року, робота хорватського аніматора Мілана Блажековича. Найвідоміший мультфільм югославського виробництва. Створений в співробітництві югославської компанії «Croatia films» та американської «Fantasy Forest». Фільм демонструвався в СРСР.
Мультфільм є екранізацією дитячої книги хорватської письменниці Сунчани Шкрінярич. В 1990 році знято продовження — «Капелюх чародія».

## Сюжет
Художник Палітра приходить до чудового лісу малювати пейзажі. Вирішивши відпочити, він засинає під Магічним Дубом. Прокинувшись, художник розуміє, що отримав здібність взаємодіяти з тваринами та створювати магію за допомогою свого пензля. Незабаром він знайомиться з деякими мешканцями лісу, з такими як бобер Гострозуб, ведмідь Мате, лисиця Лілі, їжаки До, Ре, Мі. Від своїх нових друзів Палітра дізнається, що в лісі не все так добре, як здається. Насправді над всіма його мешканцями володарює жорстокий імператор Кактус та його армія.
Тим часом імператор дізнається про присутність художника в лісі. Це його дуже непокоїть, бо згідно пророцтва, людина позбавить Кактуса влади. А дружба людини із бобром лякає Кактуса,бо бобри можуть гризти і кактуси. Тому він наказує придворному чарівнику Паличці привести художника перед свої очі. Але після кількох невдалих спроб Паличка приєднується до компанії, що оберігає Палітру.
Тоді злий імператор вирішує знищити ліс разом з усіма, хто, на його думку, намагається позбавити його влади. Кактус намагається використати для втілення свого плану Вогонь і Водяника, що призводить спочатку до пожежі в лісі, а потім до повені.
Та всі його спроби знешкоджують художник та його лісові друзі з допомогою магічних властивостей пензля. Тоді Кактус вирішує перетворити ліс на тріски, використавши свою жахливу машину. Палітра наразі дізнається, що його пензель втратить свою чарівну силу на сході сонця, і тоді вже ніщо не зможе врятувати Чудовий Ліс.
Від чарівника Палички  друзі дізнаються про таємницю імператора: Кактус такий злий та жорстокий тому, що він ніколи не цвів. З допомогою чарівника вони виготовляють зілля, випивши яке Кактус розквітне. На жаль чарівника викрадають найманці імператора. Часу залишається обмаль — адже скоро пензель лишиться  без магії, жахлива машина знищить ліс, а чародія Паличку відведе на страту імператорський кат  Гільйотен,він же винахідник нищівної машини— величезна залізна людина. Та завдяки хоробрим та злагодженим діям друзі  рятують Паличку, потрапляють до палацу та змушують імператора випити чарівне зілля.
Кактус розквітає і стає добрим, а до лісу знов повертаються мир та злагода. Імператор більше не боїться смерті від бобрових зубів,і до лісу вертаються вигнані ним бобри, серед яких  бобриха,що стала дружиною Гострозубові. Та магія закінчилася, і художнику прийшов час прощатися з друзями.